# Мёрс, Вальтер
Вальтер Мёрс (Морз, Моэрс; нем. Walter Moers; 24 мая 1957, Мёнхенгладбах) — немецкий писатель, автор комиксов и художник-иллюстратор.

## Жизнь
После школы Вальтер Мёрс подрабатывал случайными работами, потом работал практикантом в сфере торговли. В то время он сам учился рисовать.
Вальтер Мёрс не любит давать интервью и очень редко позволяет себя фотографировать, что в последнее время оправдано: после публикации книги Мёрса «Адольф, Нацистская Свинья», высмеивающей Адольфа Гитлера, праворадикалы посылают Мёрсу письма с угрозами.

## Творчество

### Истории для детей
Первая история про Капитана Блаубэра (нем. Käpt’n Blaubär, дословно «Капитан Синий Медведь») вышла в 1988 году и нашла своё продолжение в мультфильмах, книгах для детей и аудиоспектаклях. Другой персонаж Мёрса, известный детям по книгам и мультфильмам — это всезнающий гений Шимауски (нем. Schimauski), который находит ответы на все возможные и невозможные вопросы. Шимауски, на этот раз под именем Профессора Доктора Абдула Нахтигаллера (по-русски «Соловьева»), и капитан Блаубэр фигурируют и в книгах о выдуманной стране Цамонии (нем. Zamonien), которые уже рассчитаны на взрослых.
2 книги цикла — «13½ жизней капитана по имени Синий Медведь» и «Город мечтающих книг» — переведены и изданы.

### Комиксы
Мёрс публикует свои работы с 1984 года. Первую известность ему принесли комиксы, отличающиеся иронией и сознательным нарушением политкорректности. Из последних комиксов Мёрса можно назвать серию комиксов про Дэдмэна, супергероя-мертвеца, опубликованную в журнале «Титаник» в 2001—2002 годах.
Наиболее известные из его героев:
- Маленький Негодник (букв. маленькая задница) — не по годам умный и дерзкий мальчишка, который взрослых ни во что не ставит.
- Старый Мешок — неизлечимо больной пенсионер в кресле-коляске, который саркастически комментирует окружающую его действительность.
- Адольф, Нацистская Свинья — сатирическая работа, переносящая Адольфа Гитлера в современный мир, где он предстает достаточно жалкой фигурой.
- Фёниг (нем. Fönig, от König — король) — герой одноимённой сказки для взрослых о войне и мире, минете и куннилингусе.

### Замонийские романы
Романы, действие которых разворачивается в вымышленном мире Цамония. На сегодняшний день в цикле цамонийских романов 5 книг.

#### «13 с половиной жизней капитана Синий Медведь»
В 1999 году вышел в свет первый роман из серии, местом действия которой стал выдуманный мир Замония: «13 с половиной жизней капитана Синий Медведь». Но этот Синий Медведь имеет мало общего с героем детской передачи, дедулей-медведем, рассказывающим небылицы внукам. В романе Синий Медведь молод и обращается к читателю-взрослому с тонким чувством юмора. Особое место в романе занимает сказочный мир Замония, родина бесчисленных чудовищ и гениальных ученых. В книге напечатана детальная карта Замонии, по которой читатель может проследить путешествия главного героя. Этот сложный мир, полный иронии и сатирических перекрёстных ссылок, стал основой дальнейших замонийских романов. Книга изобилует иллюстрациями, все они, как почти во всех книгах Вальтера Мёрса, — рисунки автора.

#### «Энзель и Крета»
Во втором Цамонийском романе в качестве автора выступает дракон Хильдегунст фон Мютенметц, а сам Вальтер Мёрс как бы играет роль переводчика с цамонийского на немецкий. Как читатель догадывается из названия, книга — пародия на известную немецкую сказку «Хэнзель и Гретель» о двух детях, заблудившихся в лесу. Капитан Синий Медведь появляется только эпизодически, а сама сказка, заявленная в названии, начинаясь вполне узнаваемо, вскоре уже ни на что не похожа.

#### «Румо и чудеса в темноте»
В третьей книге этой серии, «Румо и чудеса в темноте» (нем. Rumo & Die Wunder im Dunkeln), есть довольно жёстокие эпизоды. Например, персонажи-циклопы питаются всевозможными существами, населяющими Цамонию, причём чем жертва вертлявее, тем лучше. Циклопы пожирают жертву живьем. Да и фехтовальные дуэли, битвы и орудия пытки описываются достаточно кровожадно.

#### «Город мечтающих книг»
В 2004 году вышла четвёртая по счёту книга, «Город мечтающих книг», с Хильдегунстом (фон) Мютенметцем (Мифорезом) в роли автора. В конце книги Вальтер Мёрс просит у читателей совета о том, какую книгу ему «перевести» следующей: продолжение приключений Мютенметца (Мифореза) в катакомбах Буххайма (Книгорода) или новую историю о его приключениях в городе-кладбище Дуллсгарде. За эту книгу Вальтер Мёрс получил награду города Вецлар за лучшее фантастическое произведение.

#### «Мастер ужасок»
Название романа по-немецки — «Der Schrecksenmeister» — игра слов (переставлены буквы в Schreckensmeister). Пятый том Цамонийских романов вышел в августе 2007 года. Это якобы тоже книга Мютенметца, переведённая Мёрсом с замонийского.

### «Лабиринт мечтающих книг»
5 октября 2011 вышла шестая книга цамонийских романов - «Лабиринт мечтающих книг». Это продолжение книги «Город мечтающих книг». Сюжет романа разворачивается в Книгогороде, куда через 200 лет возвращается главный герой книги «Город мечтающих книг» Хильдегунст (фон) Мютенметц (Мифорез). Судя по всему это всего лишь первая часть книги, так как сюжет остаётся незаконченным. О выходе второй книги автор пока ничего не сообщал.

#### Стиль цамонийских романов
Особую привлекательность цамонийских романов создают игра слов, намёки, интертекстуальные ссылки и анаграммы. Внимательному читателю откроется множество анаграмм имен великих поэтов и писателей (например, анаграмма имени Гёте: Johann Wolfgang von Goethe → Ojhann Golgo van Fontheweg). Большинство стихотворений в книге «Город мечтающих книг» — это изменённые стихотворения великих авторов, известные образованным немецким читателям.
Используется и множество визуальных приёмов. Многие имена и названия интересны тем, как они написаны. Часто применяются типографские средства, такие как разные кегли и размеры шрифтов.

### Книги для детей
- Метод Шимауски (нем. Die Schimauski-Methode), 1987
- Капитан Блаубэр (нем. Käpt’n Blaubär), 1999

### Сатирические комиксы
- Клерикалы (нем. Die Klerikalen), 1985
- Ага! (нем. Aha!), 1985
- Эй! (нем. Hey!), 1986, ISBN 3-8218-1827-1
- Мир свиней (нем. Schweinewelt), 1987
- Сердечные поздравления (нем. Herzlichen Glückwunsch), 1988, ISBN 3-8218-1831-X
- От всего сердца (нем. Von ganzem Herzen), 1989
- Ух! (нем. Huhu!), 1989
- Маленький Негодник (нем. Kleines Arschloch), 1990, ISBN 3-8218-3000-X
- Маленький Негодник возвращается (нем. Das kleine Arschloch kehrt zurück), 1991, ISBN 3-8218-2999-0
- Прекрасные истории (нем. Schöne Geschichten), 1991
- Живите лучше с маленьким Негодником (нем. Schöner leben mit dem kleinen Arschloch), 1992
- Мы попали, Мария! (нем. Es ist ein Arschloch, Maria!), 1992
- Старый мешок, маленький Негодник и другие высшие проявления капитализма (нем. Der alte Sack, ein kleines Arschloch und andere Höhepunkte des Kapitalismus), 1993, ISBN 3-8218-2987-7
- Негодник в масле (нем. Arschloch in Öl), 1993
- Ну ты и сволочь, сынок (нем. Du bist ein Arschloch, mein Sohn), 1995
- Секс и насилие (нем. Sex und Gewalt), 1995
- Когда пингвин хлопнет дважды (нем. Wenn der Pinguin zweimal klopft), 1997
- Адольф (нем. Adolf), 1998
- Влажные мечты (нем. Feuchte Träume), 1999
- Адольф, часть 2 (нем. Adolf, Teil 2), 1999
- Гомо-комиксы (нем. Schwulxx-Comix) (с Ральфом Кёнигом), 2000
- Бесстыдство! (нем. Schamlos!) (с дополнительными материалами), 2001
- Адольф, псих (нем. Adolf, Der Bonker) (с клипом на DVD, вкл. английскую и французскую версии песни «нем. Ich hock in meinem Bonker», поет Томас Пигор), 2006, ISBN 3-492-04646-0

### Иллюстрированные стихотворения
- Зверь (нем. Das Tier), иллюстрированная история, 1987

### Иллюстрированная проза
- Сумасшедшее путешествие в ночи (нем. Wilde Reise durch die Nacht), роман, 2001, ISBN 3-8218-0890-X, в формате карманной книги ISBN 3-442-45291-0, аудиокнига ISBN 3-8218-5171-6
- Фёниг (нем. Der Fönig), иллюстрированная история, 2002, ISBN 3-8218-2947-8, в формате карманной книги ISBN 3-453-87398-X, аудиокнига ISBN 3-8218-5222-4

### Замонийские романы
- 13 с половиной жизней капитана Синий Медведь (нем. Die 13½ Leben des Käpt’n Blaubär), роман, 1999, ISBN 3-8218-2969-9, в формате карманной книги ISBN 3-442-41656-6, аудиокнига ISBN 3-8218-5159-7
- Энзель и Крета (нем. Ensel und Krete), роман, 2000, ISBN 3-8218-0890-X, в формате карманной книги ISBN 3-442-45017-9, аудиокнига ISBN 3-8218-5164-3
- Румо и чудеса в темноте (нем. Rumo & Die Wunder im Dunkeln), роман, 2003, ISBN 3-492-04548-0, в формате карманной книги ISBN 3-492-24177-8, аудиокнига ISBN 3-89903-172-5
- Город мечтающих книг (нем. Die Stadt der Träumenden Bücher), роман, 2004, ISBN 3-492-04549-9, в формате карманной книги ISBN 3-492-24688-5, аудиокнига ISBN 3-89903-225-X
- Мастер ужасок (нем. Der Schrecksenmeister), роман, 2007, ISBN 3-492-04937-0
- Лабиринт мечтающих книг (нем. Das Labyrinth der Träumenden Bücher), роман, 2011, ISBN ISBN 978-3-8135-0393-7, Аудиокнига (нем.)(CD) ISBN 978-3-86717-771-9, Аудиокнига (нем.) (mp3-CD) ISBN 978-3-86717-803-7

### Сингл
- 2006: нем. Adolf — Ich hock' in meinem Bonker. Исполняет Томас Пигор (Thomas Pigor) — занял 54 место

### Сценарии
- Маленький засранец (нем. Kleines Arschloch) (фильм), сценарий и тексты песен, 1997, ISBN 3-8218-2960-5
- Капитан Блаубэр (нем. Käpt’n Blaubär) (фильм), сценарий, 1999, ISBN 3-8218-2957-5
- Маленький Засранец и Старый Мешок — Умирать хреново, сценарий, 2006